# Universitat de Rochester
La Universitat de Rochester és una universitat privada localitzada a Rochester, al nord de l'Estat de Nova York. La universitat és membre de la prestigiosa Associació d'Universitats Americanes. Fundada el 1850, La universitat ofereix diversos programes per a certificats de batxillerat i de graduat.
Va ser una de les escoles nomenades per la revista Newsweek com una "Nova Escola Ivy League."La llista d'escoles inclou institucions on els seus programes acadèmics i estudiants competeixen amb escoles Ivy League. El conservatori de música professional és l'Escola de Música de Eastman.